# Synthecium alternans
Synthecium alternans är en nässeldjursart som beskrevs av George James Allman 1888. Synthecium alternans ingår i släktet Synthecium och familjen Syntheciidae. Inga underarter finns listade i Catalogue of Life.